# Handöls kapell

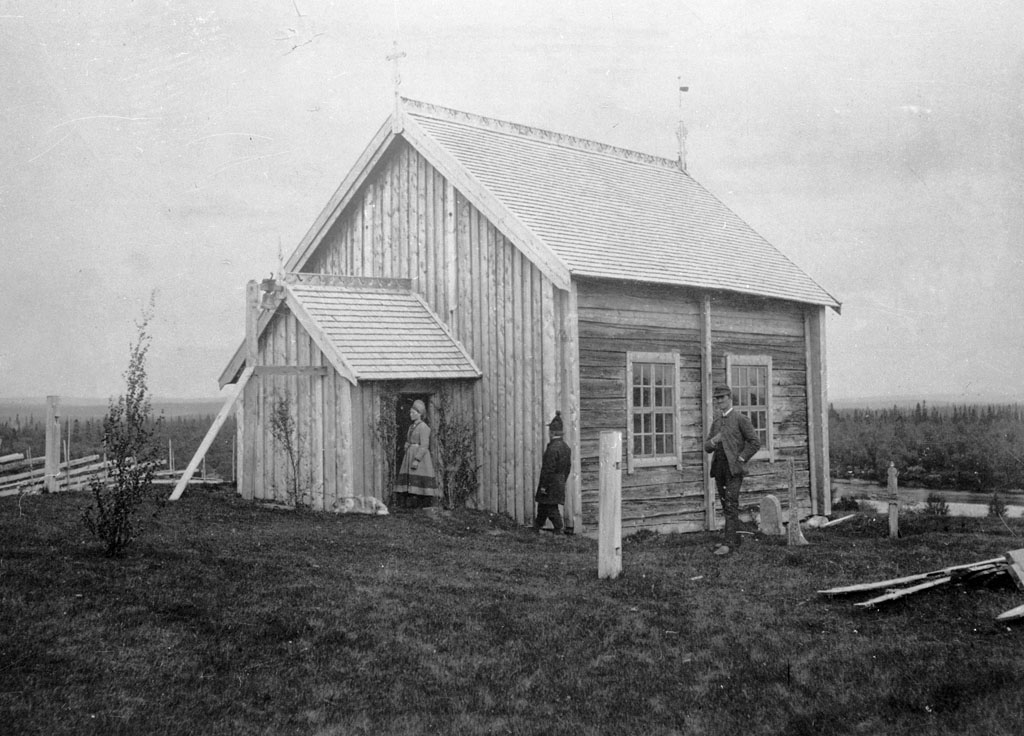
Handöls lappkapell omkring år 1900

Handöls kapell är en kyrkobyggnad i Handöl, tillhörande Åre församling i Härnösands stift.

## Bakgrund
Ännu under första delen av 1700-talet var samerna inte helt inkluderade i svenskt kyrkoliv. Detta dokumenterades av den norske prästen och missionären Thomas von Westen som på olika sätt framförde förslag om åtgärder. Under 1700-talet organiserades religionsvården i Jämtland och Härjedalen. År 1739 inrättades ett ämbetsverk, Kongl. Direktionen över Ecklesiastikverket i lappmarken, vilket skulle ombesörja samernas själavård och undervisning. Skolor grundades för den samiska ungdomen och lärarna i dessa var prästvigda. De skulle även förrätta gudstjänst i församlingskyrkan. Från 1740-talet fanns även kateketer, kringvandrande lärare, som undervisade i första hand barnen i läsning och kristendom men dessutom på sön- och helgdagar höll andaktsstunder.
År 1746 bildades ett särskilt pastorat för Jämtlands lappmark, Föllinge lappförsamling. Där inrättades också en lappskola med pastor lapponum som skolmästare. Snart delades pastoratet och komministern i Undersåker fick ta hand om samerna i Åre, Kall, Offerdal och Undersåker. Från omkring 1768 fick Hede lappförsamling ansvar för samerna i Härjedalen och södra Jämtland, senare Tännäs lappförsamling. År 1852 namnändrades Föllinge lappförsamling till Hotagens lappförsamling.

I början av 1800-talet upplöstes lappmarksdirektionen och dess uppgifter övertogs senare av Ecklesiastikdepartementet.
Under vintern kunde samerna bevista höghässa i församlingskyrkan men detta var i allmänhet omöjligt sommartid då de vistades i fjällen. Pastor lapponum i Undersåker utlyste liksom kollegor i andra lappförsamlingar sammankomster i fjällen med sina församlingsbor. Det är känt att detta skedde i bland annat Handöl och där ansöktes 1794 om inrättning av bönehus och begrafningsplats.

## Kyrkobyggnaden
Kapellet uppfördes i trä 1799, togs i bruk 1804 och invigdes 31 juli 1806. Väggar, golv och tak byggdes och bekostades av ortsbefolkningen, medan inredningen utfördes och bekostades av fjällallmogen och samerna. Inredningen, med altare och predikstol från Frösö kyrka, var klar till invigningen.
Kapellets underhåll blev emellertid med tiden alltmer eftersatt och i början av 1860-talet var byggnaden i sådant skick att den inte kunde användas och verksamheten i viss mån överflyttades till Vallbo kapell. Sedan den i nära 30 år legat i ruiner såldes den av samerna till Handöls byamän. Kapellet restaurerades nödtorftigt 1891 och har sedan genomgått restaureringar 1914 och 1946. Sedan lappförsamlingen upplösts har kapellet övertagits av Åre församling.
Byggnaden är av trä och utvändigt klädd med stående panel. Taket är spåntäckt. Vapenhuset tillkom vid 1946 års restaurering och ersatte ett mindre. Vid samma tillfälle nybyggdes klockstol. Senaste renoveringen genomfördes inför kapellets tvåhundraårsjubileum. Omkring kapellet finns en naturnära kyrkogård.

## Inventarier
- Predikstolen är daterad 1649 på ornamentet över predikstrappan och torde vara ett arbete av Per Ifwarsson och fanns tidigare i Frösö kyrka. Den är något stympad, av ursprungligen fyra sidor återstår nu tre avgränsade från varandra genom kolonnetter.
- Altaret fanns också tidigare i Frösö kyrka. Altarskåpet är prov på senmedeltida bygdekonst, något skadat och delvis övermålat. På dörrarnas insida finns rester av målning, på den ena en relativt välbevarad Sankt Olof med sina attribut yxa och riksäpple.
- Altarringen har satts samman av delar av den gamla bänkinredningen från Frösö kyrka. Orneringen består av plattskärning av 1600-talstyp.
- Två medeltida träskulpturer som befriats från sentida övermålning.
- En liten duva hänger över predikstolen och finns beskriven redan då kapellet togs i bruk 1804. Denna duva och de övriga kyrkoprydnaderna hade legat bortglömda i Frösö kyrka.
- Två nummertavlor finns, den ena daterad 1744.
- Ljuskrona av järnsmide från 1969.
- Klotformad fattigbössa av järn, möjligen varit ett så kallat värmeäpple, pomum calefactivum, ett uppvärmt klot som prästen kunde värma sina händer på i en i övrigt ouppvärmd kyrka.
- Votivskepp, ofullbordat.
- I kapellet förvaras en tavla av täljsten med inskripten: Anno 1719 Jan 20 begrofvos här här 600 Menniskor. Stenen hittades i en åker i byn och utgör i all sin korthet ett gripande minne av Armfeltska tåget 1719.